# Return of the Mack (album)
Return of the Mack è l'album d'esordio del cantante R&B britannico Mark Morrison, pubblicato nel 1996 dall'etichetta discografica WEA in Europa e dalla Atlantic negli Stati Uniti e in Canada.
Particolare successo è stato ottenuto dal brano che ha dato il nome al disco, il singolo Return of the Mack.

## Tracce
CD
1. Crazy (D-Influence mix) – 4:23 (Morrison, Riley)
2. Let's Get Down – 4:37 (Brockpocket)
3. Get High with Me – 3:58 (Morrison, Taylor)
4. Moan & Groan – 6:04 (Morrison)
5. Return of the Mack – 7:21 (Morrison)
6. I Like – 4:26 (Brockpocket)
7. Trippin' – 4:18 (Chill, Morrison)
8. Horny – 4:45 (Morrison)
9. Tears for You – 4:45 (Morrison)
10. Candy – 3:53 (Taylor)
11. Return of the Mack (Da Beatminerz remix) – 4:33 (Morrison)
12. Crazy – 3:48 (Morrison, Riley)

Durata totale: 56:51

## Classifiche
| Classifica (1996-2021) | Posizione massima |
| ---------------------- | ----------------- |
| Regno Unito            | 4                 |
| Svizzera               | 5                 |
| Austria                | 22                |
| Grecia                 | 66                |
| Paesi Bassi            | 23                |
| Australia              | 24                |
| Svezia                 | 29                |
| Francia                | 44                |
| Stati Uniti            | 76                |